# Џоплин (Монтана)
Џоплин (енгл. Joplin) насељено је место без административног статуса у америчкој савезној држави Монтана.

## Демографија
По попису из 2010. године број становника је 157, што је 53 (-25,2%) становника мање него 2000. године.
| Група             | 2000.       | 2010.       |
| Белци             | 206 (98,1%) | 155 (98,7%) |
| Афроамериканци    | 0 (0,0%)    | 0 (0,0%)    |
| Азијати           | 0 (0,0%)    | 0 (0,0%)    |
| Хиспаноамериканци | 4 (1,9%)    | 1 (0,6%)    |
| Укупно            | 210         | 157         |